# Карл Вилхелм фон Зайн-Витгенщайн-Берлебург-Карлсбург
Карл Вилхелм фон Зайн-Витгенщайн-Берлебург-Карлсбург (на немски: Karl Wilhelm zu Sayn-Wittgenstein-Berleburg in Carlsburg; * 4 април 1693 в Берлебург; † 18 януари 1749 в Реда) е граф на Зайн-Витгенщайн в Карлсбург в Берлебург-Реда.
Той е вторият син на граф Лудвиг Франц фон Зайн-Витгенщайн-Берлебург (1694 – 1750) и съпругата му графиня Хедвиг София фон Липе-Браке (1669 – 1738), дъщеря на граф Казимир фон Липе-Браке (1627 – 1700) и графиня Анна Амалия фон Зайн-Витгенщайн-Хомбург (1641 – 1685).
Брат е на Казимир (1687 – 1741), граф на Сайн-Витгенщайн-Берлебург, господар на Хомбург, и Лудвиг Франц (1694 – 1750), граф на Зайн-Витгенщайн-Берлебург в Лудвигсбург.
Карл Вилхелм умира на 18 януари 1749 г. в Реда на 55 години.

## Фамилия
Карл Вилхелм се жени на 28 декември 1727 г. за графиня Йохана Луиза фон Бентхайм-Текленбург (* 8 юни 1696; † 1 ноември 1735), дъщеря на граф Фридрих Мориц фон Бентхайм-Текленбург-Реда (1653 – 1710) и графиня Кристина Мария фон Липе-Браке (1673 – 1732). Те имат две деца:
- Лудвиг Мориц Казимир (1728 – 1729)
- София Мария (1730 – 1796)

Карл Вилхелм се жени втори път на 21 ноември 1737 г. в Пьолциг за графиня Шарлота Луиза Хенкел фон Донерсмарк (* 3 април 1709 в Одерберг; † 25 март 1784 в Карлсбург, Берлебург), дъщеря на граф Венцел Лудвиг Хенкел фон Донерсмарк (1680 – 1734) и графиня Хедвиг Шарлота фон Золмс-Барут (1678 – 1734). Те имат децата:
- Адолф Вилхелм Лудвиг (1740 – 1814), женен на 27 септември 1778 г. за баронеса Сара Таминга ду Тур (1751 – 1811)
- Франц Карл Фердинанд (1745 – 1749)
- София Фердинанда Хелена (1741 – 1774), омъжена на 18 март 1765 г. за граф Фридрих Карл фон Зайн-Витгенщайн-Зайн (1703 – 1786), син на граф Карл Лудвиг Албрехт фон Зайн-Витгенщайн-Ноймаген (1658 – 1724)
- Хедвиг Шарлота Флора (1742 – 1823)
- Ернестина Хенриета Луиза (1742 – 1812)
- Фридерика Августе Албертина (1744 – 1826)